# Comissão de Consolidação da Paz das Nações Unidas
A  Comissão para a Construção da Paz das Nações Unidas é um órgão consultivo intergovernamental das Nações Unidas, com mandato de aconselhamento para a Assembleia Geral das Nações Unidas e o Conselho de Segurança da Onu e que apoia os esforços de paz em países afetados por conflitos ou em situação de pós-conflito. Foi fundada em 2005, com a aprovação de resoluções gêmeas A/RES/60/180 e S/RES/1645  .   
A Comissão para a Construção da Paz tem um papel único a desempenhar no incentivo à coerência intergovernamental através do seu mandato intersectorial, tendo diversificado os seus métodos de trabalho para melhorar a sua flexibilidade como plataforma intergovernamental. 
Boas práticas recentes da Comissão para a Construção da Paz incluem a dedicação a assuntos transfronteiriços e regionais na região dos Grandes Lagos e na região do Sahel, o apoio para a transição de uma operação de paz na Libéria e a adoção de uma estratégia de género, que é o primeiro de seu tipo para um organismo intergovernamental das Nações Unidas. Os Estados-membros também têm utilizado a plataforma da Comissão para debates construtivos, no Burkina Faso, Colômbia, Quirguistão, Papua Nova Guiné, Ilhas Salomão, Somália e Sri Lanka, por iniciativa dos países em causa. 
O Governo brasileiro participou ativamente da criação da Comissão para a Construção da Paz (CCP) das Nações Unidas. 
Tem sede em Nova Iorque.

## Membros da Comissão para a Construção da Paz
A Comissão é composta por 31 estados-membros, operando em 3 formatos distintos: o Comitê Organizacional, as Configurações Específicas por País  (em inglês, Country Specific Configurations, CSC)  e o Grupo de Trabalho sobre as Lições Aprendidas  (em inglês, Working Group on Lessons Learned, WGLL). 

### Membros da CCP
A composição atual do comité organizacional da Comissão para a Construção da Paz é a seguinte: 
| Selecionado pelo Conselho de Segurança | Selecionado pela Assembleia Geral | Selecionado pelo Conselho Económico e Social | Selecionado devido a contribuições para missões da ONU | Selecionado devido às contribuições para o orçamento da ONU | Parceiros adicionais |
| -------------------------------------- | --------------------------------- | -------------------------------------------- | ------------------------------------------------------ | ----------------------------------------------------------- | -------------------- |
| Bolívia (Estado Plurinacional da)      | Colômbia                          | Bélgica                                      | Bangladesh                                             | Brasil                                                      | União Europeia       |
| China                                  | República Checa                   | Equador                                      | Etiópia                                                | Canadá                                                      | OIC                  |
| Costa do Marfim                        | Egipto                            | Itália                                       | Índia                                                  | Alemanha                                                    | FMI                  |
| França                                 | El Salvador                       | Nigéria                                      | Paquistão                                              | Japão                                                       | GBM                  |
| Federação Russa                        | Quénia                            | Coreia do Sul                                | Ruanda                                                 | Noruega                                                     |                      |
| Reino Unido                            | Indonésia                         | Roménia                                      |                                                        |                                                             |                      |
| Estados Unidos da América              | México                            | África do Sul                                |                                                        |                                                             |                      |

### Liderança
A liderança do PBC, atualmente, é composta por: 
- Presidente: Colombia
- Vice-Presidentes: Romenia e Egito